# Creamy, merveilleuse Creamy (album)
Creamy merveilleuse Creamy: Toutes les chansons originales, est la bande originale de la série d'animation japonaise Creamy, merveilleuse Creamy, dont les chansons sont interprétées par Valérie Barouille, et Claude Lombard. 
L'album, intitulé Creamy merveilleuse Creamy: Toutes les chansons originales, est sorti pour le seul marché français en 1988, distribué par Disques Adès, mais produit par Five Record d'après la version italienne. Le parolier Charles Level a supervisé l'adaptation française de tous les textes.

## Titres
FACE A
1. Creamy, merveilleuse Creamy (L'incantevole Creamy) - Valérie Barouille
2. On ne peut jamais savoir (Amateci delicatamente) - Claude Lombard
3. Une chance (Last Kiss de Good Luck) - Claude Lombard
4. Un sourire (La buona Creamy Mami) - Claude Lombard
5. Rêves (Amore disinvolto) - Claude Lombard

FACE B
1. Un ange (In pigiama) - Claude Lombard
2. Le bonheur (Rossetto delicato) - Claude Lombard
3. Les contes (Beautiful Shock) - Claude Lombard
4. Creamy, merveilleuse Creamy (instrumental) (L'incantevole Creamy (strumentale))

## Crédits
- Valérie Barouille - chant (pour la chanson du générique)
- Claude Lombard - chant (pour les chansons de Creamy)
- Alessandra Valeri Manera - paroles italiennes
- Charles Level - paroles françaises
- Giordano Bruno Martelli - compositeur italien
- Noriko Miura - paroles japonaises
- Yuho Iwasato - paroles japonaises
- Aran Tomoko - paroles japonaises
- Tetsuro - compositeur japonais
- Yuichiro Oda - compositeur japonais
- Toshio Kamei - compositeur japonais
- Yoshiaki Furuta - paroles et compositeur japonais
- Gakuro - paroles et compositeur japonais